# Weingut Christ

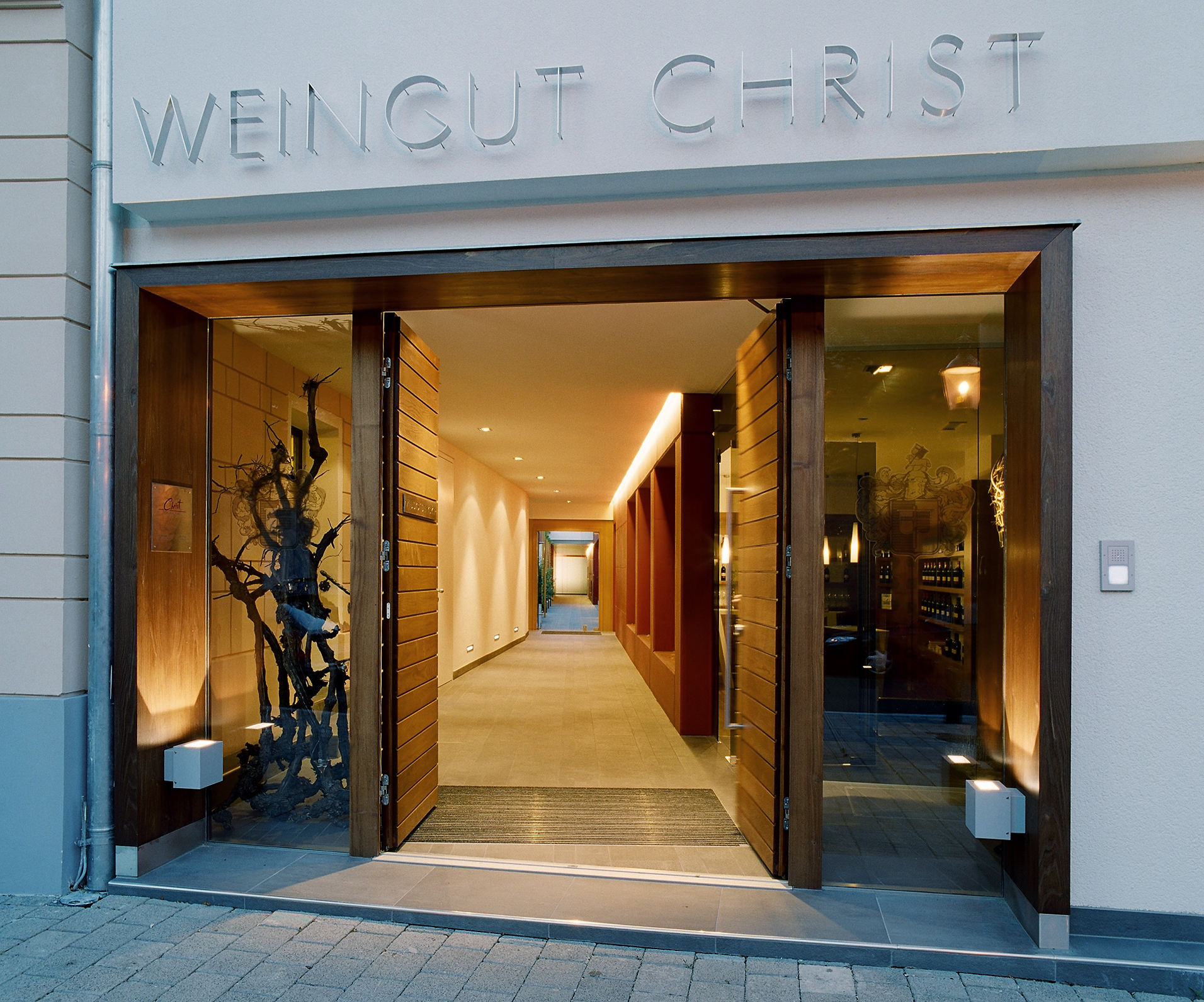
Eingangsbereich des Neubaus

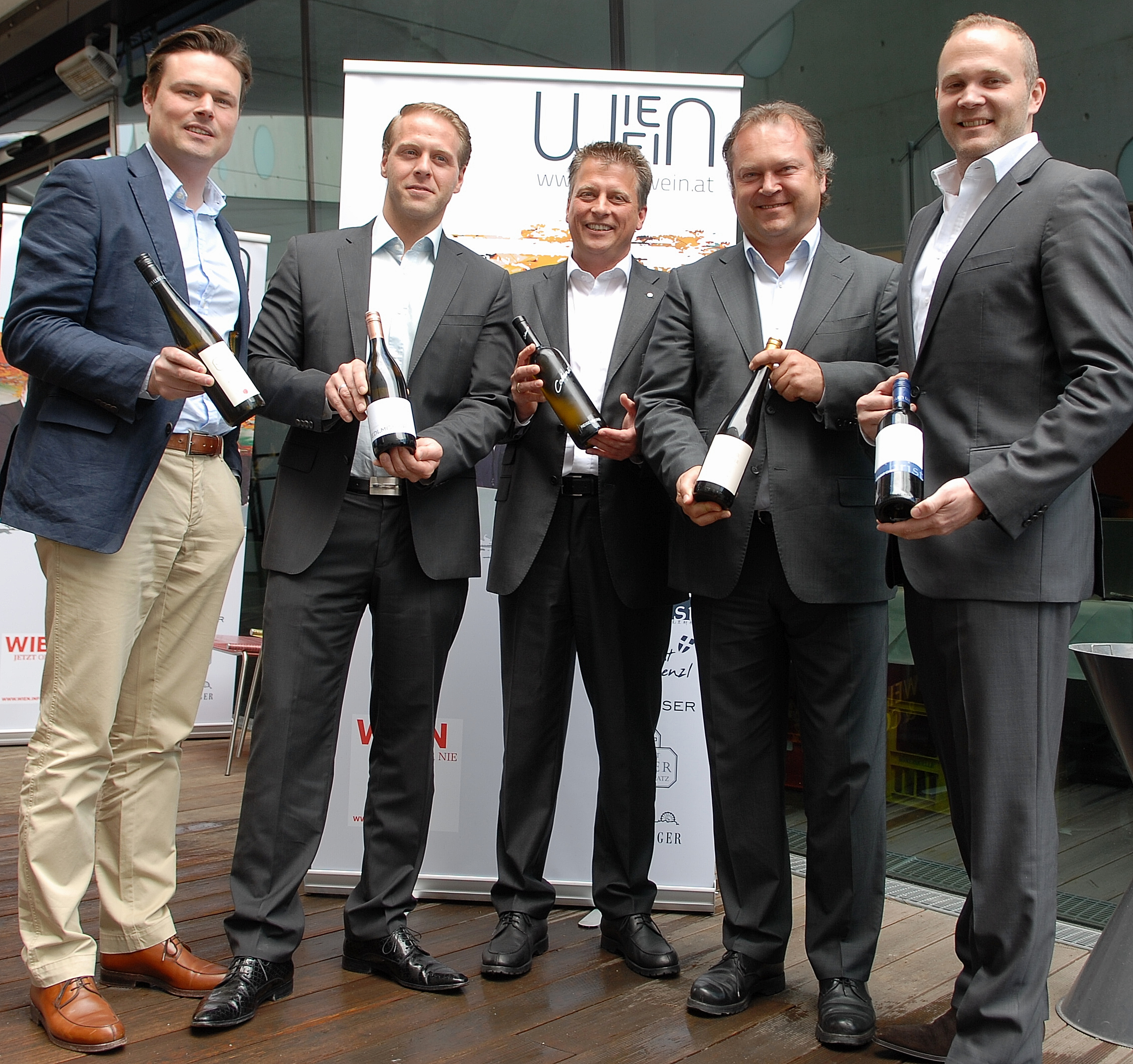
Rainer Christ, ganz rechts, mit Berufskollegen bei einer WienWein-Veranstaltung, 2012

Weingut und Heuriger Christ ist ein Weingut mit Heurigem in Großjedlersdorf im 21. Wiener Gemeindebezirk.

## Geschichte
Seit 1605 lässt sich diese landwirtschaftliche Produktionsstätte als konventioneller Mischbetrieb mit Ackerbau und Viehzucht nachweisen. Nachdem bereits Franz Christ ab 1927 auch den Weinbau einbezogen hatte, lösten sich dessen Betriebsnachfolger, Franz und Johanna Christ, ab 1971 zunehmend von der gemischten Landwirtschaft und spezialisierten sich ab den 1980er-Jahren auf die Kultivierung von Weinreben.
Nach Übernahme des Betriebs durch deren Sohn Rainer Christ (* 21. Februar 1975) im Jahr 2005 erfolgte eine architektonisch zeitgemäße Umgestaltung des Anwesens. Das Weingut gehört der als Verein organisierten renommierten Winzervereinigung WienWein an, die um die Qualitätsverbesserung und Vermarktungsoptimierung bezüglich des Wiener Weins bemüht ist. Rainer Christ zählt gemeinsam mit Michael Edlmoser, Fritz Wieninger und Richard Zahel zu den Gründungsmitgliedern. Der Verein WienWein war treibende Kraft bei der Wiederbelebung des Anbaus von Gemischtem Satz in der österreichischen Bundeshauptstadt und bei der Schaffung der Appellation Wiener Gemischter Satz DAC ab dem Jahrgang 2013. Seit 2021 ist Rainer Christ Präsident der WienWein-Gruppe.
Seit 2014 betreibt das Weingut Christ ausschließlich Ökologischen Weinbau. Es gehört zu den bekannten Weinbaubetrieben in Österreich und findet in bedeutenden Weinführern wie Der große Johnson und Der kleine Johnson, Falstaff und Vinaria Berücksichtigung. Inhaber Rainer Christ pflegt die Tradition des über vier Jahrhunderte existierenden Betriebs, steht aber mit der mit der Umgestaltung des Anwesens einhergegangenen Modernisierung der Produktionsanlage auf aktuellem Stand der Technik. Die Gesamtanbaufläche beträgt 25 Hektar (Stand 2025).
10,4 Hektar der Rebfläche (Stand 2025), von der eine Anzahl an Premiumweinen stammt, befinden sich in der Großlage Bisamberg-Wien:
| Ried           | Fläche | Neigung // Ausrichtung | Höhe bis | Anbau                                                                                      | Geologie                                                       |
| -------------- | ------ | ---------------------- | -------- | ------------------------------------------------------------------------------------------ | -------------------------------------------------------------- |
| Wiesthalen     | 7 ha   | 19° // SO 48 %         | 310 m    | Wiener Gemischter Satz, Riesling, Grüner Veltliner, Cabernet Sauvignon, Merlot, Pinot Noir | Flyschsandstein, Korallenkalk, Tonmineralien                   |
| Zwerchbreiteln | 0,7 ha | 8° // S 52 %           | 220 m    | Wiener Gemischter Satz, Riesling                                                           | mineralstoffreicher Löss, eiszeitlicher Schotter, weißer Quarz |
| Kirchberg      | 0,5 ha | 5° // SO 26 %          | 202 m    | Wiener Gemischter Satz, Traminer                                                           | tiefgründiger Löss, kalkreich                                  |
| Gabrissen      | 0,9 ha | 25° // S 45 %          | 230 m    | Wiener Gemischter Satz, Grüner Veltliner                                                   | sandiger Löss, marine Artefakte, eiszeitliche Schotterbank     |
| Falkenberg     | 0,8 ha | 12° // SO 62 %         | 330 m    | Weißburgunder                                                                              | Muschelkalksedimente, hohe Kalkaktivität                       |
| Breiten        | 0,5 ha | 5° // SO 41 %          | 220 m    | Sauvignon Blanc                                                                            | Flysch, hochkomprimierte Sandsteine                            |

Die beachtliche Vielfalt an Böden ermöglicht ein großes Sortenspektrum. Der große Johnson hebt besonders den Grünen Veltliner und den in der entsprechenden Mondphase in einem Weißburgunder-Weingarten gelesenen Vollmondwein hervor. Aus Weißburgunder gibt es noch einen weiteren Premiumwein von der Ried Falkenberg, den Vinaria-Verkostungsleiter Viktor Siegl zu den besten österreichischen Gewächsen dieser Sorte zählt. Falstaff lobt den Wiener Gemischten Satz, der durch dieses besondere Terroir in so „unnachahmlicher Weise“ gelinge.
Der Rebsortenspiegel umfasst zu 80 % Weißweinsorten wie Grüner Veltliner, Sauvignon Blanc, Chardonnay, Weißburgunder (Pinot Blanc), Riesling und Gelber Muskateller sowie 20 % Rotweinsorten wie Zweigelt, Cabernet Sauvignon, Merlot und Syrah. Pro Jahr werden durchschnittlich 100.000 Flaschen produziert.
Das Weingut ist seit 2018 Mitglied der Österreichischen Traditionsweingüter.

## Heuriger
Der Heurige, der jeweils in den ungeraden Monaten geöffnet hat, wurde bei namhaften Bewerben ausgezeichnet. Der Wirtshausführer Österreich 2025 hat Rainer Christ als „Winzer des Jahres 2025“ ausgezeichnet.